# Аурелия и Неомизия
Аурелия и Неомизия (итал. Sante Aurelia e Neomisia; X век) — святые девы. День памяти — 25 сентября.
По преданию, две благородные юные девы, спасаясь от нашествия сарацин, отправились из Малой Азии в Палестину, а затем в Рим, чтобы поклониться тамошним святыням. По пути они попали в плен к агарянам, которые в ту пору находились в Римской области, и избиты ими прутьями до полусмерти. Благодаря страшной грозе они счастливым образом избавились от своих гонителей и нашли убежище в Мачерата, что близ Ананьи. После их кончины их святые мощи, прославленные чудесами, были перенесены в монастырь святой Репараты. Папой римским Львом IX  они были перенесены в кафедральный собор Ананьи, где и почивают в настоящее время.
Святые почитаемы  в  Ананьи и в Больтьере. 